# Евенбах Семен Маркович
Семе́н Ма́ркович Евенба́х (* 20 квітня 1870, Харків — 31 січня 1937, Київ) — український театральний художник.

## Біографія
Навчання проходив в Харківській та Одеській рисувальних школах.
В 1889—1900 роках працював у приватних оперних театрах Харкова, в Києві у 1901-16, 1916-17 — у Петрограді.
В 1921-37 роках працював художником Київського театру опери та балету.
Серед відомих вистав, оформлених ним:
- 1903 — «Садко» Римського-Корсакова,
- 1921 — «Дубровський» Направника,
- 1924 — «Фауст» Гуно,
- 1928 — «Ніч перед різдвом» Римського-Корсакова,
- 1935 — «Наталка Полтавка» Лисенка,
- «Купець Калашников» Рубінштейна,
- «Нерон»,
- «Спляча красуня».